# São Nicolau
För andra betydelser, se São Nicolau (olika betydelser).
São Nicolau är en av öarna i ögruppen Barlavento i Kap Verde.
Area: 388 km². Invånare: 12 864. Större städer: Ribeira Brava (4.892 inv.), Tarrafal.

## Orter
- Baixo Roche
- Belém
- Berril
- Cabeçalinho
- Cachaco
- Calejão
- Calhaus
- Campo
- Carriçal
- Carvoeiro
- Castilhano
- Covada
- Estância Bras
- Fajã de Baixo
- Fajã de Cima
- Fontaninhas
- Hortelão
- Jalunga
- Juncalinho
- Morro Bras
- Praia Branca
- Preguiça
- Queimada
- Ribeira Funda
- Ribeira da Ponta
- Ribeira Brava
- Tarrafal